# 國立臺北藝術大學

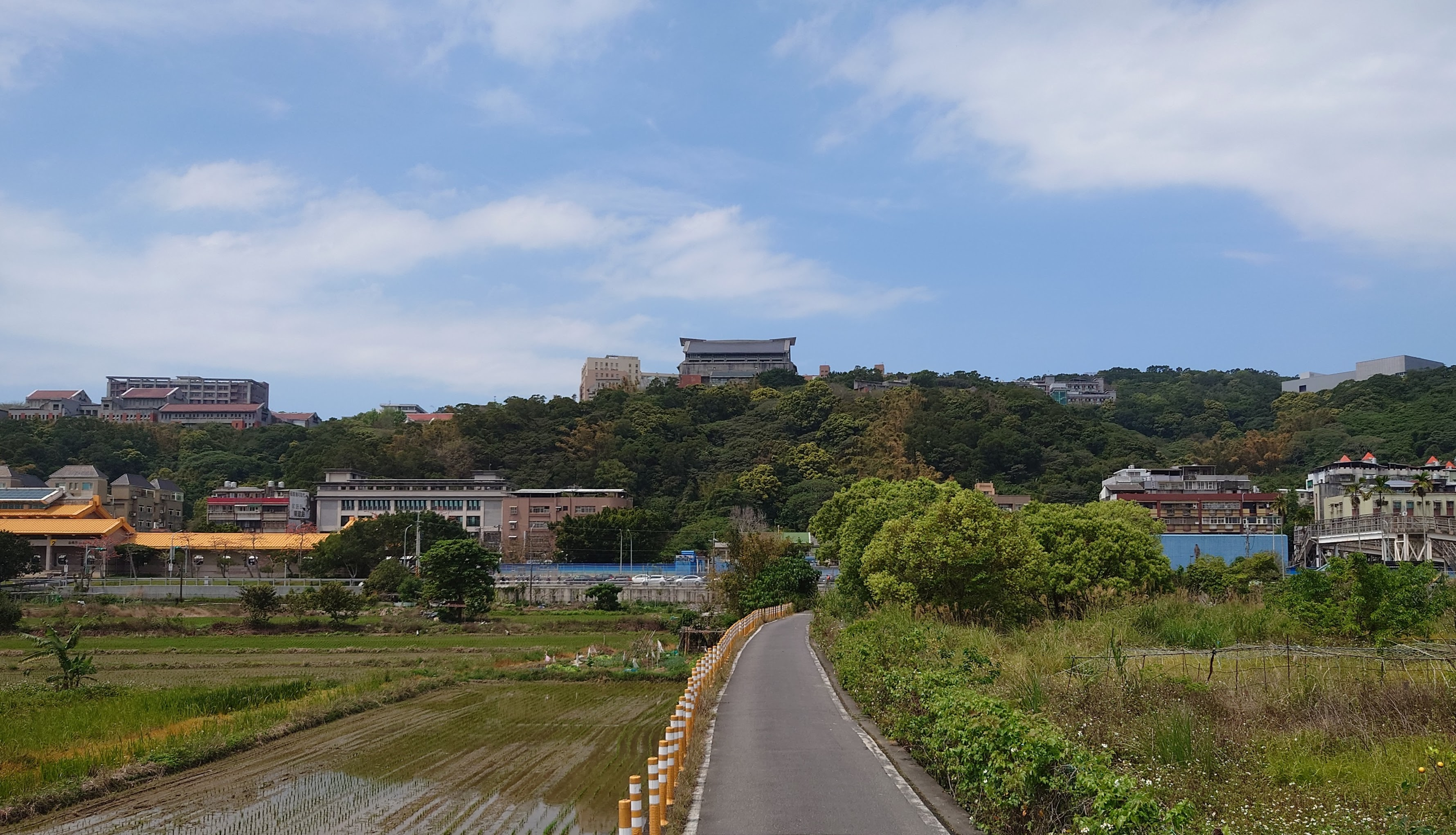
自關渡平原望向位於山麓的北藝大校園

國立臺北藝術大學（簡稱北藝大、北藝），是一所以藝術、表演、人文、創作等科系為主的藝術大學。位於臺灣臺北市北投區，校園與臺北城市科技大學相毗鄰於關渡平原大屯山麓，位於山區的校園狹長地形起伏，得以俯瞰着關渡平原與淡水河口。校內資源豐富，專業場館包括戲劇廳、舞蹈廳、音樂廳、電影院，並設有台灣第一座大學美術館關渡美術館以及科技藝術館。

## 宗旨

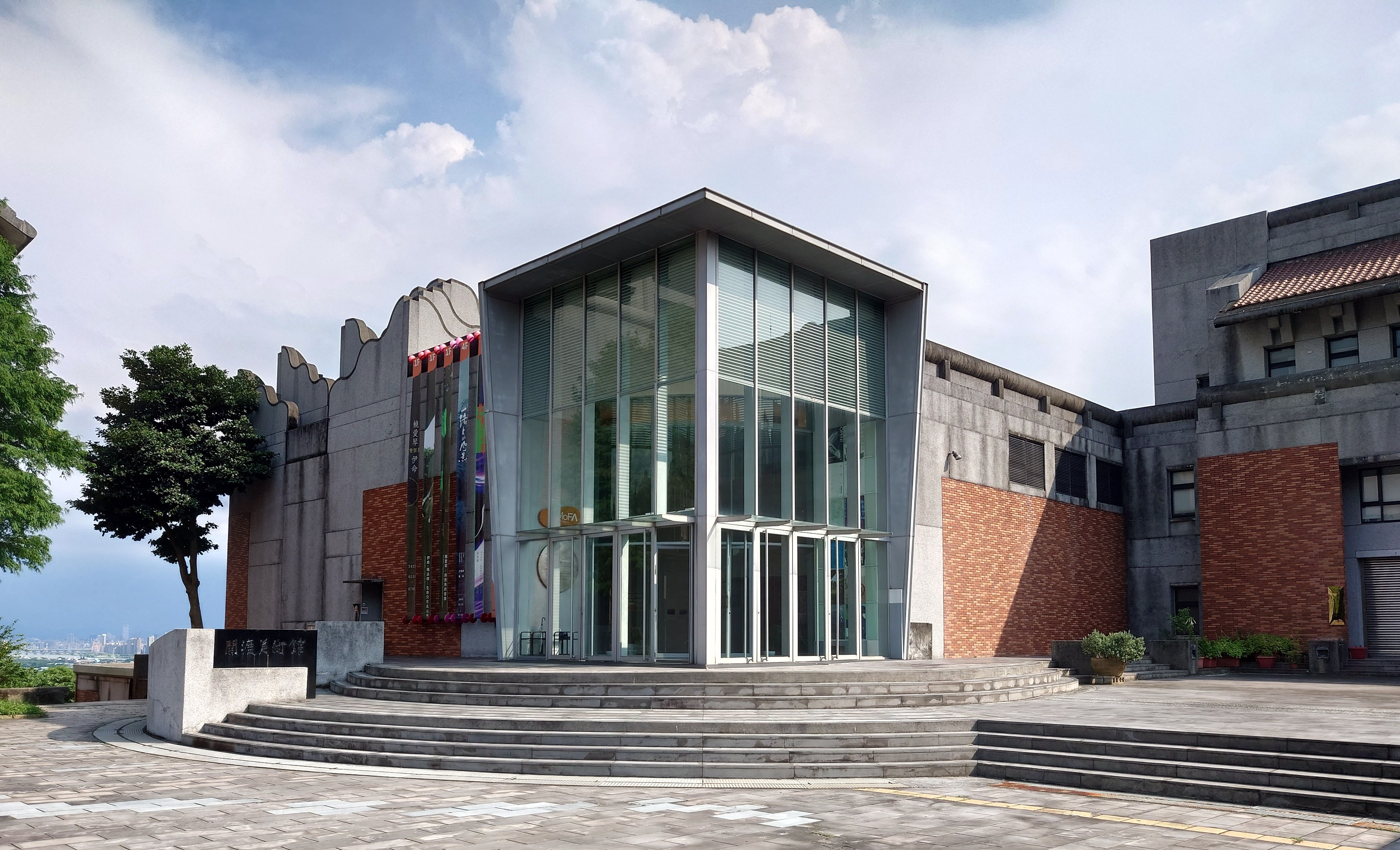
關渡美術館

以傳統文化為基礎，本人文精神，培育藝術創作、展演及學術研究人才，以求創造藝術發展的新契機。致力於傳統與現代、在地與國際的交融並續，深化專業藝術教育，整合理論與實踐、創作與展演、藝術與科技等多元面向。

## 沿革

北藝大於救國團國際青年活動中心創校

## 沿革[7]

### 籌備與初創
- 1979年，行政院頒布「加強文化及育樂活動方案」，決心籌設一所培育藝術創作、展演及學術研究人才之高等學府。
- 1980年10月22日，「國立藝術學院籌備處」成立，籌備處地址位於台北市中正區仁愛路。
- 1982年，國立藝術學院成立，設音樂學系、美術學系、戲劇學系，次年增設舞蹈學系。未來永久校址規劃於台北市關渡大屯山麓，暫借位於台大校園內的救國團臺北市國際青年活動中心（今國立臺灣大學國青宿舍）、台大男生第八宿舍以及國立臺灣工業技術學院的部份教室與體育館使用。
- 1985年，全校暫遷臺灣省臺北縣蘆洲鄉（今新北市蘆洲區）原國立僑生大學先修班及國立道南中學校址（今國立空中大學）。
- 1990年，增設音樂學系碩士班、戲劇學系碩士班。

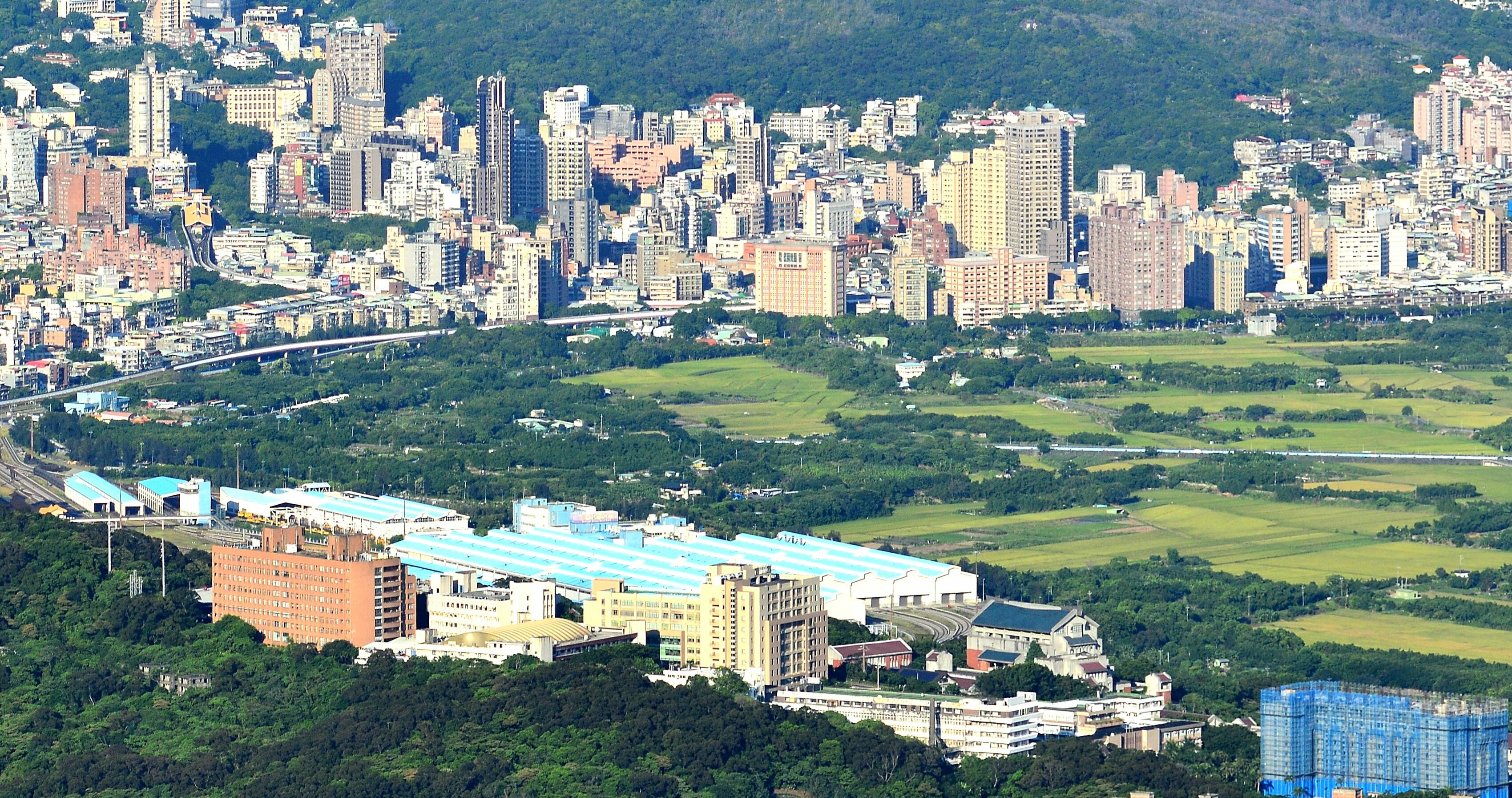
遷校關渡的北藝大與相鄰的臺北城市科技大學

### 遷校關渡
- 1991年，正式遷校至臺北市北投區關渡。增設美術學系碩士班 。音樂學系增為雙班。
- 1992年，增設舞蹈研究所，並分設表演組、創作組。成立電子計算機中心、科技藝術研究中心。
- 1993年，增設傳統藝術研究所及成立表演藝術中心，關渡校區完工(建築師李祖原)。
- 1994年，表演藝術中心更名為展演藝術中心。增設劇場藝術研究所碩士班。
- 1995年，增設傳統音樂學系、劇場設計學系。
- 1997年，傳統藝術研究所設置傳統音樂戲曲組（甲組）、傳統工藝美術組（乙組）、文化資源組（丙組）
- 1998年，舞蹈學系增設七年一貫制。
- 1999年，美術研究所併入美術學系為美術創作碩士班。
- 2000年，增設管絃與擊樂研究所碩士班、音樂學研究所碩士班、美術史研究所、藝術行政與管理研究所及教育學程中心。辦理「亞太藝術論壇」的大型國際藝術活動。同年，配合藝術行政與管理研究所的設置，傳統藝術研究所停招文化資源組，改設文化資產組。
- 2001年，改名國立臺北藝術大學，並成立音樂、美術、戲劇、舞蹈及文化資源等五個學院。增設科技藝術研究所碩士班、音樂學系碩士在職專班及音樂學系博士班。
- 2002年，增設造形研究所。傳統藝術研究所文化資產組獨立為建築與古蹟保存研究所；傳統藝術研究所增設博物館展示組。成立通識教育委員會。關渡美術館及推廣教育中心成立。
- 2003年，增設劇本創作研究所、戲劇學系博士班、劇場設計學系碩士班、電影創作研究所碩士班。原舞蹈研究所拆分為舞蹈創作研究所及舞蹈表演研究所。
- 2004年，增設美術學系碩士在職專班。教育學程中心更名為師資培育中心。
- 2005年，與國立自然科學博物館共同合作提出「博物館研究所」申請案，並於8月正式成立。增設舞蹈理論研究所。同年，配合博物館研究所的成立，傳統藝術研究所博物館展示組停止招生。
- 2006年，科技藝術研究中心改名為藝術與科技中心。校務研究發展中心調整為「研究發展處」，並設置「國際交流中心」。增設藝術與人文教育研究所。完成全校公共空間無線網路架設。
- 2007年，開設「關渡講座」課程。承辦馬水龍教授獲得行政院文化獎章頒獎典禮暨馬水龍作品音樂會，並同步於該校傳統藝術創意資源中心舉辦「馬水龍影音作品展」。增設傳統音樂學系碩士班。舉辦「多元與鏈結-世界藝術院校高峰論壇」為全臺灣首次最大規模的國際藝術學校高階主管會議。
- 2008年，推廣教育中心與傳統藝術創意資源中心整合為藝術資源暨推廣教育中心。藝文生態館正式啟用。於關渡美術館舉辦首屆《關渡雙年展》。
- 2009年，造形研究所改名藝術跨域研究所。舞蹈創作研究所、舞蹈表演研究所整併為舞蹈表演創作研究所。設立電影與新媒體學院。舉辦首屆《關渡電影節》。
- 2010年，增設美術學系博士班、戲劇系碩士在職專班、電影創作學系、新媒體藝術學系。電影創作研究所併入電影創作學系為碩士班、科技藝術研究所併入新媒體藝術學系為碩士班。
- 2011年，增設動畫學系、文創產業國際藝術碩士學位學程。劇場藝術研究所與劇本創作研究所整併為劇場藝術創作研究所；傳統藝術研究所與建築與古蹟保存研究所整併成為建築與文化資產研究所。舞蹈理論研究所、舞蹈表演創作研究所整併為舞蹈研究所；美術史研究所併入美術學系。舉辦首屆《關渡動畫節》。
- 2012年，創校三十年。以「北藝大30」為題，舉行為期一年之藝術展演活動。
- 2013年，增設舞蹈研究所博士班。
- 2014年，增設文化資產與藝術創新博士班。
- 2019年，增設文學跨域創作研究所。通識暨共同教育委員會改組為人文學院。
- 2020年，舞蹈學系、舞蹈研究所整併為舞蹈學系，原舞蹈研究所取消表演創作組、理論組之分組。整併後之舞蹈學系，設有七年一貫學士班、學士班、碩士班及博士班。
- 2021年，增設音樂與影像跨域學士學位學程。舉辦「奈良美智展」因遊客造成之亂象，引起校方及學生的衝突。

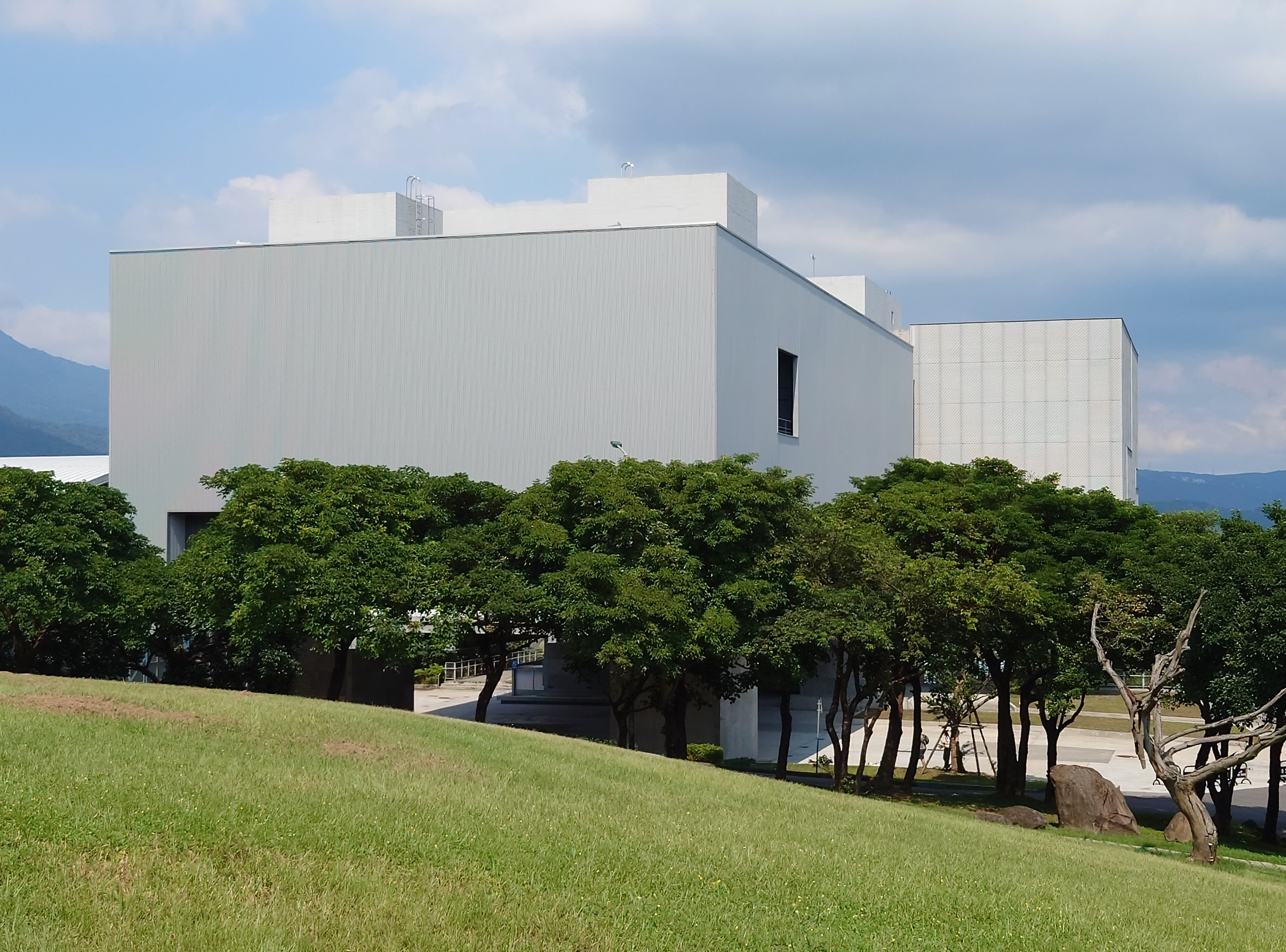
北藝大科技藝術館

- 2023年，文創產業國際藝術碩士學位學程改名藝術創意研究國際碩士學位學程。增設動畫學系碩士班、藝術行政與管理研究所領導與決策高階經理人藝術碩士在職專班。

## 歷任校長

### 國立藝術學院時期
| 姓名   | 任期                 |
| ------ | -------------------- |
| 鮑幼玉 | 1982年7月－1991年7月 |
| 馬水龍 | 1991年8月－1994年8月 |
| 劉思量 | 1994年9月－1997年8月 |

### 國立臺北藝術大學時期
| 姓名   | 任期                  |
| ------ | --------------------- |
| 邱坤良 | 1997年10月－2006年1月 |
| 郭敏芳 | 2006年1月 - 2006年7月 |
| 朱宗慶 | 2006年8月－2013年7月  |
| 楊其文 | 2013年8月－2017年7月  |
| 陳愷璜 | 2017年8月－2025年7月  |
| 劉錫權 | 2025年8月－至今       |

## 教學單位

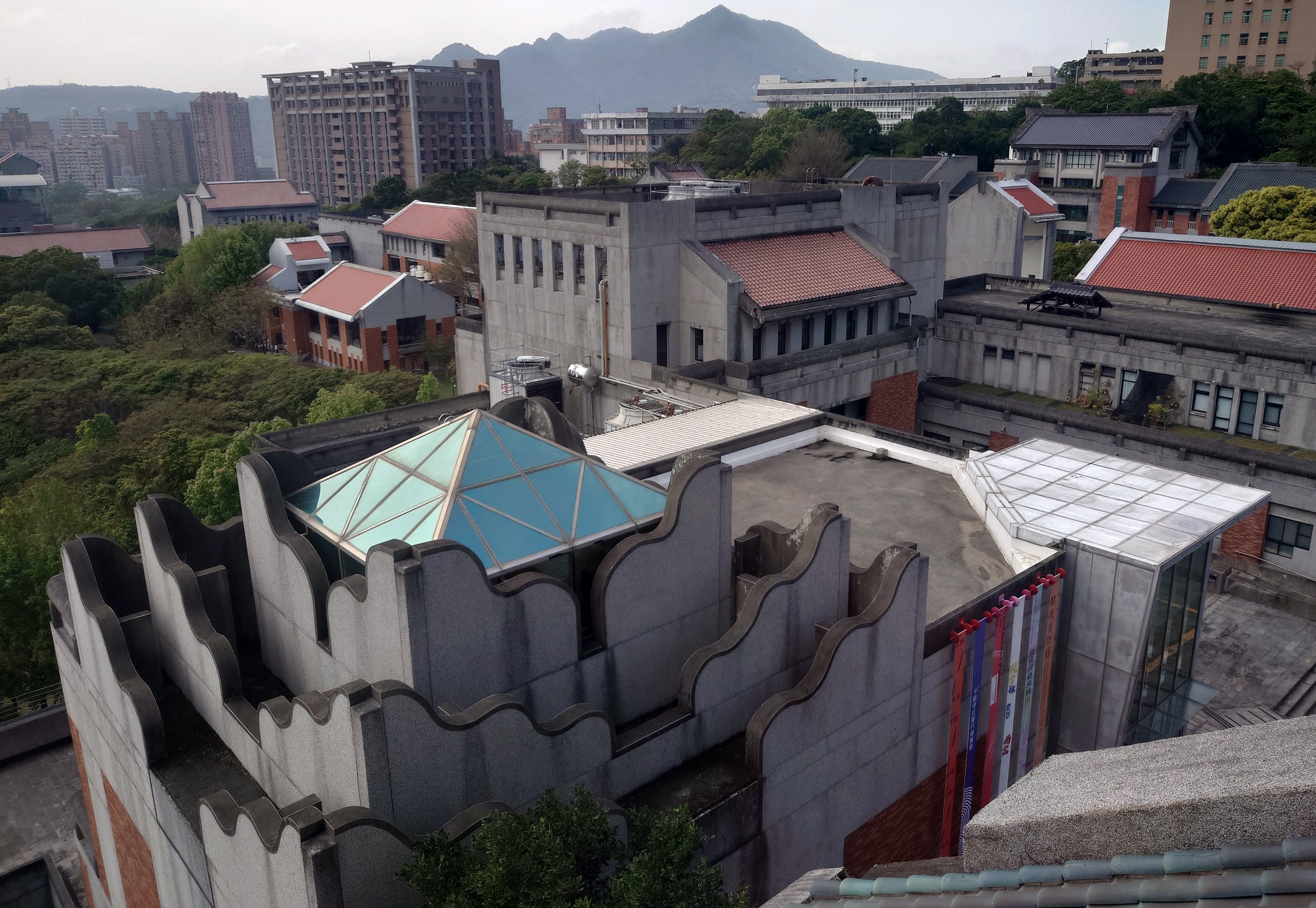
北藝大校園

| 音樂學院 | 音樂學系（含碩士班、博士班、碩士在職專班） 學士班主修：理論與作曲、鍵盤（鋼琴）、聲樂、絃樂、管樂、擊樂 碩士班主修：作曲、鋼琴、聲樂、指揮 碩士在職專班主修：演奏（鋼琴、聲樂、管樂、絃樂、擊樂）、音樂師資教育、演奏與實際 博士班主修：作曲、音樂學、鋼琴、絃樂、擊樂、聲樂 | 管絃與擊樂研究所 主修：管樂（長笛、雙簧管、單簧管、低音管、法國號、薩克斯風、小號、長號、低音號）、絃樂（小提琴、中提琴、大提琴、低音提琴）、擊樂           |
| 音樂學院 | 音樂學研究所碩士班 主修：學術研究、演奏與實際 | 傳統音樂學系（含碩士班） 學士班主修：古琴、琵琶、南管樂、北管樂、音樂理論 碩士班演奏組主修：古琴、琵琶、南管樂、北管樂 碩士班理論組主修：音樂理論、傳統戲曲 |

| 美術學院 | 美術學系（含碩士班、碩士在職專班、博士班） 學士班主修：創作（水墨、繪畫、複合媒體、雕塑、版畫） 碩士班主修：藝術史與視覺文化、水墨、繪畫、複合媒體、雕塑、版畫 | 藝術跨域研究所 主修：文化生產與策展實踐、跨領域創意 |

| 戲劇學院 | 戲劇學系（含碩士班、博士班） 學士班主修：劇本創作、導演、表演、舞台監督 碩士班：戲劇理論、戲劇顧問 博士班：戲劇理論                                     | 劇場藝術創作研究所 主修：導演、表演、劇本創作 |
| 戲劇學院 | 劇場設計學系（含碩士班） 學士班主修：舞台設計、服裝設計、燈光設計、技術設計、舞台監督(110年新增主修) 碩士班主修：舞台設計、服裝設計、燈光設計、技術設計 |                                               |

| 舞蹈學院 | 舞蹈學系（含七年一貫制學士班、碩士班、博士班） 七年一貫制學士班主修：舞蹈表演、舞蹈創作 碩士班主修：舞蹈表演、舞蹈創作、理論與跨域身體實踐（涵蓋：身體理論、舞蹈教育、身心科學、表演策展與劇場構作） |

| 電影與新媒體學院 | 電影創作學系（含碩士班） 學士班主修：表演、技術（攝影、錄音、剪輯）、電影美術（電影美術、數位後期製作） 碩士班主修：電影導演、電影編劇、電影製片；電影史與電影產業研究 | 新媒體藝術學系（含碩士班） 碩士班主修：媒體藝術創作、科技應用設計 |
| 電影與新媒體學院 | 動畫學系（含碩士班） 學士班主修：動畫（手繪、電腦繪圖、實驗） |                                                                   |

| 文化資源學院 | 藝術行政與管理研究所 領導與決策高階經理人藝術碩士在職專班 | 博物館研究所                                                |
| 文化資源學院 | 藝術與人文教育研究所（含碩士班、碩士在職專班）            | 建築與文化資產研究所 主修：建築與有形文化資產、無形文化資產 |
| 文化資源學院 | 藝術創意研究國際碩士學位學程                              | 文化資產與藝術創新博士班                                    |

| 人文學院 | 通識教育中心 | 師資培育中心       |
| 人文學院 | 體育室       | 文學跨域創作研究所 |

| 不分學院 | 音樂與影像跨域學士學位學程 | 學士後跨藝合創音樂學士學位學程 |

## 研究單位
| 研究單位 | 傳統藝術研究中心           | 展演藝術中心   |
| 研究單位 | 藝術與科技中心             | 關渡美術館     |
| 研究單位 | 藝術社會實踐暨推廣教育中心 | 電子計算機中心 |

## 外部連結
- 官方網站